# 王习三
王习三（1938年5月24日—），原名王瑞成，河北省衡水市阜城县人，中国工艺美术艺人。首届中国工艺美术大师，首届亚太工艺美术大师，内画鼻烟壶大师。现任九三学社衡水市委名誉主委。

## 生平
1938年5月24日生于北京。1957年高中毕业后考入北京工艺美术研究所，拜著名内画艺人叶菶祺和叶晓峰为师，是祖传五代的“叶派”艺术的第一位外姓传人。在师承的基础上，王习山不断吸取各派内画艺术之长，兼收并蓄勇于探索。首创如今被内画界广泛使用的“金属杆勾毛笔”，并开创“油彩内画技法”先河。
1979年出席“全国工艺美术艺人和创作设计人员代表大会”，并被轻工部授予“工艺美术家”的称号。1983年被国际烟壶学会授予该会的第一位中国籍“荣誉会员”。1998年，他创建古今鼻烟壶艺术馆。自1968年以来陆续培养出众多内画新秀，为“冀派”内画烟壶艺术的创始人；2005年，王习三被河北省工艺美术协会以及衡水市联合授予“冀派内画泰斗”的称号。2006年，在王习三及其弟子的努力下，冀派内画成功入选全国首批非物质文化遗产名录；12月，获得了联合国教科文组织办法的杰出手工艺品徽章认证。文化部命名王习三为国家级非物质文化遗产项目衡水内画的代表性传承人。自1988年入选第七届全国政协委员起，连任五届，至2008年当选第十一届全国政协委员，代表文化艺术界，分入第二十六组。
王習三內畫鼻煙壺作品，於2009年在北京的當代內畫藝術春季拍賣會《結伴》以40萬元人民幣成交，《百蝶圖》以45.5萬元人民幣成交；2009年北京翰海拍賣會《結伴》再以44.8萬元人民幣成交；2010年北京瀚海秋季拍賣會《竹林七賢》以123萬元人民幣成交，創下當代內畫鼻煙壺作品拍賣新紀錄。而《福祿有餘》、《晶雕龍耳葫蘆》以葫蘆為體寓福祿雙全富貴圓滿，更是中華吉祥文化極緻之作。